# Tepeköy, Gürgentepe
Tepeköy là một xã thuộc huyện Gürgentepe, tỉnh Ordu, Thổ Nhĩ Kỳ. Dân số thời điểm năm 2010 là 739 người.